# Рохас, Элио
Элио Энай Рохас (исп. Elio Enai Rojas; род. 25 сентября 1982, Вилья-Рива) — доминиканский боксёр, представитель легчайшей и полулёгкой весовых категорий. Выступал за сборную Доминиканской Республики по боксу в начале 2000-х годов, бронзовый призёр чемпионата мира, чемпион Игр Центральной Америки и Карибского бассейна, победитель и призёр турниров международного значения. В период 2004—2016 годов боксировал на профессиональном уровне, владел титулом чемпиона мира по версии Всемирного боксёрского совета (WBC).

## Биография
Элио Рохас родился 25 сентября 1982 года в муниципалитете Вилья-Рива провинции Дуарте, Доминиканская Республика.

### Любительская карьера
Первого успеха на международном уровне добился в сезоне 1999 года, когда вошёл в состав доминиканской национальной сборной и выиграл международный турнир в Пуэрто-Рико.
В 2001 году в легчайшей весовой категории одержал победу на панамериканском чемпионате в Сан-Хосе и стал бронзовым призёром чемпионата мира в Белфасте, где на стадии полуфиналов был остановлен представителем Турции Агаси Агагюльоглу.
В 2002 году выиграл домашний Кубок независимости, был лучшим на Играх Центральной Америки и Карибского бассейна в Сан-Сальвадоре, принял участие в двух матчевых встречах со сборной США, одолев обоих американских боксёров.

### Профессиональная карьера
Покинув расположение доминиканской сборной, в марте 2004 года Рохас успешно дебютировал в профессиональном боксе. Часто выезжал боксировать в США и долгое время не знал поражений, хотя уровень его оппозиции в это время был не очень высоким.
Имея в послужном списке 19 побед без единого поражения, в 2007 году в претендентском бою встретился с мексиканцем Гамалиэлем Диасом (21-6-2) и уступил ему раздельным решением судей в десяти раундах.
Несмотря на проигрыш, Рохас продолжил выходить на ринг и в сентябре 2008 года в рейтинговом поединке выиграл по очкам у другого мексиканского боксёра Эктора Веласкеса (50-11-2) — благодаря этой победе он всё-таки удостоился права оспорить титул чемпиона мира в полулёгком весе по версии Всемирного боксёрского совета (WBC), который на тот момент принадлежал японцу Такахиро Ао (17-1-1).
Чемпионский бой между Рохасом и Ао состоялся в июле 2009 года в Токио и продлился все отведённые 12 раундов, в итоге судьи единогласным решением отдали победу Рохасу.
Полученный пояс чемпиона Элио Рохас защитил только один раз, когда в феврале 2010 года в Мексике выиграл по очкам у мексиканца Гути Эспадаса (45-7). Из-за травмы руки долгое время не имел возможности проводить защиты и поэтому получил статус «чемпиона в отпуске». При этом принадлежавший ему титул чемпиона мира перешёл сначала к японцу Ходзуми Хасэгаве, а затем к мексиканцу Джонни Гонсалесу (51-7). Наконец, в апреле 2012 года между Рохасом и Гонсалесом состоялся объединительный бой за право называться бесспорным чемпионом — в десятом раунде доминиканский боксёр оказался в нокдауне, пропустив сильный удар в корпус, и в конечном счёте проиграл единогласным судейским решением.
В июле 2016 года в рейтинговом поединке Рохас встретился с непобеждённым американцем Майки Гарсией (34-0) и потерпел от него поражение техническим нокаутом в пятом раунде.